# Margita Rytířová
Margita Rytířová (rodným jménem Margit Schneiderová, 23. prosince 1924 Praha – 31. srpna 2019) byla československá občanka židovské národnosti a dílenská elektromontérka Royal Air Force v období druhé světové války.

## Život

### Před druhou světovou válkou
Margit Schneiderová se narodila 23. prosince 1924 v Praze v nepraktikující českožidovské rodině Margit a Oty Schneiderových. V Karlíně vychodila obecnou školu a nastoupila i na státní reálné gymnázium. To nemohla z důvodu německé okupace v březnu 1939 a zavedení rasových nařízení dokončit.

### Druhá světová válka
Margit Schneiderové se podařilo 31. května 1939 společně se sestrou opustit Protektorát Čechy a Morava prostřednictvím dětského transportu Britského výboru pro uprchlíky z Československa a Nicholase Wintona. Do Londýna dorazila 2. června 1939, zde se obou dívek ujal strýc, u něhož zpočátku našla bydlení. Následně bydlela u britské rodiny ve vesnici Walford v Herefordshire. Zde jí bylo umožněno dokončit střední školu a pracovat jako dětská chůva. V červnu 1942 nastoupila do Ženských pomocných leteckých sborů Britského královského letectva. V Melkshamu absolvovala základní výcvik a poté nastoupila na letiště v Long Marston ve Warwickshire jako dílenská elektromontérka bombardovacích letadel. Po dalších zdokonalovacích kurzech pracovala až do konce války na letišti Honeybourne ve Worcestershire. Žádost o přeložení k československým perutím byla vyslyšena až v červenci 1945, kdy byla převelena k 310. československé stíhací peruti RAF, která se ale už jen chystala k cestě do vlasti. Do Československa se vrátila v prosinci téhož roku.

### Po druhé světové válce
Margit Schneiderová pracovala po druhé světové válce jako bankovní korespondentka, následně jako směnárnice na bankovní pobočce na ruzyňském letišti a poté do roku 1950 jako administrativní pracovnice na letištní správě. Zde se seznámila s meteorologem Vladimírem Rytířem, za kterého se v roce 1949 provdala. Jako bývalá příslušnice Royal Air Force byla společně s manželem po komunistickém převzetí moci cílem četných výslechů. Byla nucena se živit jako pletařka svetrů za minimální mzdu, poté v Elektroodbytu. V roce 1955 se jí narodila dcera Věra a začala pracovat na poště. Zlepšení přišlo po roce 1960, kdy mohla pracovat jako překladatelka knih do angličtiny a od roku 1968 v zahraniční redakci Nakladatelství technické literatury a to až do odchodu do důchodu. Žila v Zadní Třebani, kde zemřela 31. srpna 2019.

## Rodina
Rodiče Margity Rytířové Margit a Ota Schneiderovi zahynuli během války v německých koncentračních táborech.

## Vyznamenání
- 1945 Československá medaile za zásluhy I. stupně